# Bertran Felip
Bertran Felip (segle xvi) va ser un mestre de cases barceloní conegut pels seus treballs per tot el Vallès, el Maresme i Barcelona a mitjans del segle xvi.
D'estil gòtic tardà, hom troba sobretot obres en edificis religiosos com ara la reparació del campanar de l'església de Sant Julià d'Argentona al Maresme, contractat el 6 de maig del 1559, o la reforma de l'església parroquial de la Doma a la Garriga, al Vallès Oriental, acabada el 1563.